# Helena Elinder
Helena Elisabeth Elinder-Wielinder (ur. 31 sierpnia 1973 w Sztokholmie) – szwedzka szpadzistka, brązowa medalistka mistrzostw świata.
Podczas mistrzostw świata w Essen w 1993 roku wywalczyła indywidualnie brązowy medal. Wyprzedziły ją jedynie reprezentująca Estonię Oksana Jermakowa i Włoszka Laura Chiesa. Był to jedyny medal wywalczony przez Elinder w zawodach tego cyklu. W zawodach drużynowych zajęła tam dziesiąte miejsce.
Wystartowała na igrzyskach olimpijskich w Atlancie w 1996 roku, gdzie w turnieju indywidualnym zajęła 31. miejsce. Był to jej jedyny start olimpijski.